# Râul Izvorul Negru, Mara
Râul Izvorul Negru este un curs de apă, fiind unul din brațele care formează Râușorul. 

## Hărți
- Harta județului Maramureș
- Harta Munții Gutâi  Arhivat în 4 martie 2016, la Wayback Machine.